# Mount Ragoona
Der Mount Ragoona ist ein 1350 Meter hoher Berg im Zentrum des australischen Bundesstaates Tasmanien. 

## Lage
Der Berg liegt im Südteil des Walls-of-Jerusalem-Nationalparks und wird von vier Seen umgeben: Lake Myrtle, Lake Meston, Lake Louisa und Lake Adelaide. Weiter westlich liegen der Chalice Lake und der Cathedral Mountain. Im Norden des Mount Ragoona liegt der Lake Bill, im Nordosten die Walls of Jerusalem und im Süden The Mountains of Jupiter.

## Aufstieg
Auf dem Weg vom Lake Myrtle zum Lake Meston zweigt ein mit wenigen Steinmännern bezeichneter Pfad ab, der einem Gebirgszug nach Osten bis zum Gipfel des Mount Ragoona folgt.